# Vellechevreux
Vellechevreux era una comuna francesa que estaba situada en el departamento de Alto Saona, de la región de Borgoña-Franco Condado, que en 1807 se fusionó con la comuna de Courbenans, formando la nueva comuna de Vellechevreux-et-Courbenans.

## Demografía
| Gráfica de evolución demográfica de Vellechevreux entre 1793 y 1821 |
|                                                                     |

Los datos demográficos contemplados en este gráfico se han cogido de la página francesa EHESS/Cassini.